# Parcul Național Jasper
Parcul Național Jasper este declarat parc în anul 1907 fiind situat în provincia 	Alberta, Canada. El este cel mai mare parc național canadian din regiunea Rocky Mountains, având suprafața de 10.878 km² .

## Atracții turistice
- Whistler Mountain – altitudinea de 2.285 m deasupra n.m. în apropiere de localitatea Jasper
- Maligne Canyon – un Canyon îngust cu căi de drumeție
- Maligne Lake cu Spirit Island – un lac lung de 22 km și cu adâncimea maximă de 97 m.
- Mount Edith Cavell
- Pyramid Lake
- Medicine Lake
- Miette Hot Springs – izvoare termale cu posibilitatea de a face baie
- North Saskatchewan River
- Athabasca River – un râu lung de1.231 km, ce curge prin parcul național
- Cascadele Athabasca – cascade, care și-au creat calea prin erodarea stâncilor
- Ghețarul Athabasca – ghețar, care aparține de Câmpul de gheață  Columbia și poate fi traversat cu "snowcoaches"
- Câmpul de gheață Columbia – ghețar cu suprafața de 325 km²
- Jasper – oraș cu 4.000 de locuitori situat la altitudinea de 1.067 m deasupra n.m.
- Icefields Parkway – Highway cu o lungime de 231 km care leagă Jasper cu Banff traverând Rocky Mountains
- Pasul Yellowhead - și locuri istorice